# Башня на Изере

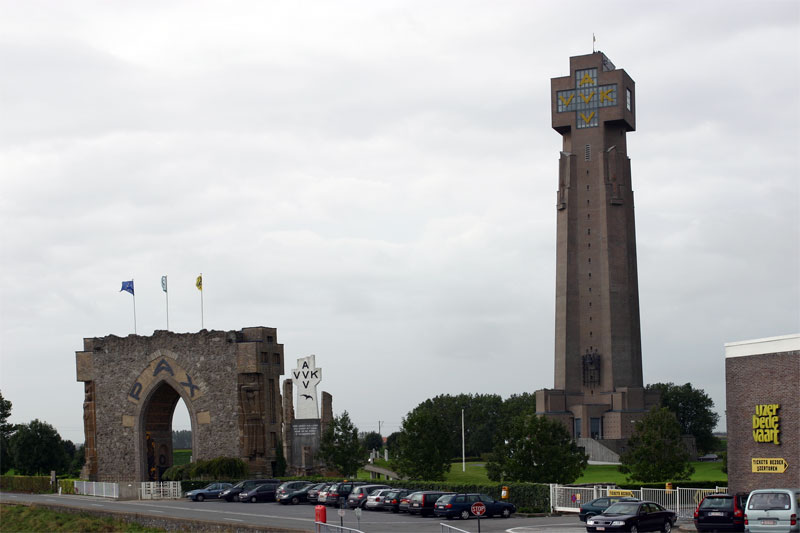
Башня на Изере и Ворота мира

Башня на Изере (нидерл. IJzertoren) — памятник фламандским солдатам, погибшим во время Первой мировой войны и музей мира. Башня расположена неподалёку города Диксмёйде в Западной Фландрии, на месте ожесточённых боёв. Музей входит в Международную сеть музеев мира.

## История
Строительство первой Башни на Изере началось в 1928 году, а 24 августа 1930 года башня была торжественно открыта. Первая башня была подорвана неизвестными в ночь с 15 на 16 марта 1946 года. В 1950 году из обломков взорванной башни были построены Ворота Мира (Paxpoort). В 1951—1965 годах в нескольких десятках метров от места старой башни была построена новая. Высота Башни на Изере — 84 метра.
В 1993 году Башня получила статус памятника истории.

## Идеологическое значение
Башня на Изере — это прежде всего монумент мира. В то же время она неотрывно связана идеологически с фламандским движением.
Во время Первой мировой войны бо́льшую часть солдат бельгийской армии составляли фламандцы, в то время как офицерский корпус состоял в основном из франкофонов. Страдания солдат привели к обострению фламандско-валлонского напряжения. В результате среди фламандских солдат возникло так называемое фронтовое движение (нидерл. Frontbeweging), основными идеологическими составляющими которого были стремление к автономии Фландрии и пацифизм. Башня на Изере стала выражением обеих составляющих этой идеологии, что объясняет её противоречивую символику: она одновременно символизирует пацифизм и фламандский национализм.
С 1920 года в память о погибших фламандских солдатах ежегодно проводится Паломничество на Изер (IJzerbedevaart). Первоначально девизом паломничества был «Нет войне, Автономия и Божий мир» (нидерл.  Nooit Meer Oorlog, Zelfbestuur en Godsvrede). После Второй мировой войны Паломничество на Изер стало часто ассоциироваться с коллаборацией и крайне правыми радикалами-националистами. Для того, чтобы подчеркнуть пацифистический характер мероприятия, теперь наравне со старым используется новый девиз «Мир, Свобода и Толерантность» (Vrede, Vrijheid en Verdraagzaamheid).
Не считающие Паломничество на Изере достаточно радикальным, крайние националисты (например, Фламандский интерес) перестали принимать в нём участие и стали проводить свою собственную манифестацию — Дозор на Изере (IJzerwake).